# Симбирские пожары 1864 года
Симбирские пожары 1864 года стали крупнейшими в истории города, за девять дней с 13 (25) августа по 21 августа (2 сентября) 1864 года они уничтожили бо́льшую его часть. Поджигатели не были найдены, Симбирск впоследствии был отстроен.

## Распространение пожаров
Август 1864 года был в Симбирске сухим и жарким. 13 августа начался пожар на Дворцовой улице (улица Карла Маркса), когда загорелся один из сеновалов. Огонь угрожал зданию городской думы, Спасскому женскому монастырю и дому предводителя уездного дворянства Языкова Василия Петровича, но пожарные смогли их отстоять. К ночи пожар потушили, сгорели менее 10 домов, в том числе 4 каменных. В полночь загорелись амбары купцов Репьёва и Кирпичникова (городского главы), до прибытия пожарных огонь перекинулся на каменные дома. Хотя первый пожар приписывался случайности, во втором уже обвиняли неизвестных поджигателей. Вечером 14 августа начался пожар на Лосевой улице (улица Федерации), быстро распространившийся по тесным деревянным постройкам базара. За ночь сгорела большая площадь, пожарные не могли ничего сделать.
Вечером 15 августа в городской думе состоялось собрание домовладельцев, где предлагались меры для борьбы с ситуацией. Утром 16 августа там же в присутствии гражданского губернатора Анисимова были утверждены конкретные шаги, впоследствии так и не реализованные. Вечером того же дня на Большой Саратовской улице (улица Гончарова) загорелся дом купца Завьялова, откуда пожар распространился на соседние здания. К утру 17 августа этот пожар закончился, а после полудня на Покровской улице (улица Льва Толстого) загорелось строившееся здание купца Беляева. На месте этого пожара нашли следы поджога, после чего горожане уверились в неслучайности пожаров. Подозрение пало на неких поляков-заговорщиков, а также на чинов расквартированного в городе пехотного полка.
Рано утром 18 августа загорелись дома у реки Свияги, но вскоре они были потушены. Затем загорелись дома на улицах Мартынова (Радищева), Шатальная (Корюкина), Стрелецкая (Площадь Ленина) и других. Сильный ветер распространил огонь на многие кварталы. Сгорели Николаевская церковь, Губернаторский дом и городская дума, вся Казанская улица (Гагарина). 19 августа ветер ещё усилился, горели Чебоксарская (Бебеля), Большая Конная (Шевченко) и Панская (Энгельса) улицы. Пылали губернаторский дом, присутственные места, палаты, склады, гимназии, типография, почтамт, телеграф, Карамзинская библиотека, Спасский монастырь, Вознесенский собор, лучшие частные дома. В этот пиковый день пожаров погибли 130 человек, губернский архив и прочие собрания документов сгорели. Разгневанные жители убили одного из офицеров пехотного полка и искалечили другого. 20 и 21 августа продолжались меньшие пожары, снова горела Большая Конная.

## Последствия
Сгорела большая часть Симбирска, уцелела лишь его четверть: непримечательное Подгорье и окрестности Свияги. Эта река была главным источником воды для тушения, она доставлялась на конной тяге, водопровода в городе не было. Сгорели 27 казённых зданий, 3 общественных, 12 церквей и 1480 частных домов. Нанесённый ущерб был приблизительно оценён в 5 миллионов рублей. 15 тысяч человек лишились жилищ, большинство разместились лагерем в поле у города. Погорельцам были предоставлены льготы: госслужащие получили дополнительный годовой оклад, долги по налогам списывались, позже был отменён рекрутский набор. К маю 1865 по стране было собрано 193628 рублей пожертвований для пострадавших, ещё 70000 выделил император. К весне были отстроены некоторые церкви и лишь часть домов; люди покидали Симбирск или жили в землянках и погребах сгоревших зданий. Город восстанавливался от пожаров много лет, часть улиц была восстановлена, другие перепланированы полностью. Отмечается, что в архитектурном отношении Симбирск от пожаров скорее выиграл, чаще стали строить каменные здания.
Сразу после пожара 10000 рублей были высланы с генералом Врангелем, который возглавил расследование причин пожаров. При нём для успокоения горожан были приговорены к смертной казни по сомнительным основаниям двое солдат. Вскоре Врангель уехал, а новое расследование с большим штабом энергично возглавил сенатор Жданов. Он арестовал по подозрению в поджогах многих людей, но за год неоспоримых доказательств не собрал, выехал в Петербург и по дороге скончался. Его заменил генерал Ден, который раскритиковал Жданова и освободил задержанных, а в 15-тысячестраничном докладе Сенату 1869 года констатировал, что найти виновных не представляется возможным.